# Abbas Abu Bakr
Abbas Abu Bakr, Abbas Abubaker (ur. 17 maja 1996) – bahrajński lekkoatleta specjalizujący się w biegach sprinterskich. Do końca 2012 reprezentował Nigerię.
Brązowy medalista biegu na 400 metrów podczas mistrzostw świata juniorów (2014). W tym samym roku sięgnął po srebro na igrzyskach azjatyckich w Inczonie. Brązowy medalista światowych wojskowych igrzysk sportowych w Mungyeongu (2015). W 2016 zdobył srebrny medal halowych mistrzostw Azji.
Rekordy życiowe: bieg na 400 metrów (stadion) – 44,90 (25 sierpnia 2019, Madryt); bieg na 400 metrów (hala) – 46,60 (20 lutego 2016, Doha) rekord Bahrajnu.

## Osiągnięcia
| Rok  | Impreza                               | Miejsce        | Konkurencja                        | Pozycja    | Wynik   |
| ---- | ------------------------------------- | -------------- | ---------------------------------- | ---------- | ------- |
| 2013 | Mistrzostwa świata juniorów młodszych | Donieck        | bieg na 400 metrów                 | –          | DQ      |
| 2014 | Mistrzostwa świata juniorów           | Eugene         | bieg na 400 metrów                 | 3. miejsce | 46,20   |
| 2014 | Igrzyska azjatyckie                   | Inczon         | bieg na 400 metrów                 | 2. miejsce | 45,62   |
| 2015 | Mistrzostwa panarabskie               | Manama         | bieg na 400 metrów                 | 3. miejsce | 46,19   |
| 2015 | Mistrzostwa Azji                      | Wuhan          | bieg na 400 metrów                 | 4. miejsce | 46,15   |
| 2015 | Mistrzostwa świata                    | Pekin          | bieg na 400 metrów                 | eliminacje | 45,64   |
| 2015 | Światowe wojskowe igrzyska sportowe   | Mungyeong      | bieg na 400 metrów                 | 3. miejsce | 45,73   |
| 2016 | Halowe mistrzostwa Azji               | Doha           | bieg na 400 metrów                 | 2. miejsce | 46,60   |
| 2016 | Igrzyska olimpijskie                  | Rio de Janeiro | bieg na 400 metrów                 | eliminacje | DQ      |
| 2017 | Igrzyska solidarności islamskiej      | Baku           | bieg na 400 metrów                 | 6. miejsce | 47,19   |
| 2018 | Igrzyska azjatyckie                   | Dżakarta       | bieg na 400 metrów                 | 7. miejsce | 46,41   |
| 2018 | Igrzyska azjatyckie                   | Dżakarta       | sztafeta 4 × 400 metrów            | 5. miejsce | 3:03,97 |
| 2019 | Mistrzostwa panarabskie               | Kair           | bieg na 400 metrów                 | 1. miejsce | 45,90   |
| 2019 | Mistrzostwa Azji                      | Doha           | bieg na 400 metrów                 | 2. miejsce | 45,14   |
| 2019 | Mistrzostwa świata                    | Doha           | bieg na 400 metrów                 | półfinał   | 45,26   |
| 2019 | Mistrzostwa świata                    | Doha           | sztafeta mieszana (4 × 400 metrów) | 3. miejsce | 3:11,82 |
| 2019 | Światowe wojskowe igrzyska sportowe   | Wuhan          | bieg na 400 metrów                 | 1. miejsce | 45,84   |
| 2019 | Światowe wojskowe igrzyska sportowe   | Wuhan          | sztafeta 4 × 400 metrów            | 1. miejsce | 3:06,20 |
| 2023 | Igrzyska azjatyckie                   | Hangzhou       | sztafeta 4 × 400 metrów            | eliminacje | 3:07,38 |
| 2024 | World Athletics Relays                | Nassau         | sztafeta 4 × 400 metrów            | repasaże   | 3:18,21 |